# Konsulat Generalny Rzeczypospolitej Polskiej w Toronto
Konsulat Generalny Rzeczypospolitej Polskiej w Toronto (ang. Consulate General of the Republic of Poland in Toronto) – jeden z trzech polskich konsulatów generalnych w Kanadzie.

## Historia
W latach 1944–1945 w Toronto istniał konsulat polski kierowany przez wicekonsula Karola Herse. Placówkę zamknięto w związku z cofnięciem przez Kanadę uznania dla polskiego rządu w Londynie.
Konsulat Generalny powołano 7 maja 1976 decyzją Ministra Spraw Zagranicznych. Jego organizację powierzono Stanisławowi Kuczerze, I sekretarzowi Ambasady w Ottawie. 9 grudnia 1976 za 320 tys. dolarów kupiono od przedsiębiorcy Larry’ego McGuinnessa Jr. powstały w 1928 budynek, który został siedzibą placówki. Pierwszych interesantów konsulat przyjął 18 lipca 1977, zaś oficjalne otwarcie nastąpiło 8 listopada 1977. 6 stycznia 1990 w wyniku zwarcia instalacji elektrycznej w budynku doszło do pożaru, w wyniku którego doszło do strat w wysokości 3 mln dolarów.
Okręg konsularny obejmuje prowincje: Ontario (z wyjątkiem Ottawy), Manitoba i terytorium Nunavut. Do marca 2023, kiedy to obejmował także Saskatchewan, stanowiło to powierzchnię prawie połowy terytorium Kanady – 4,5 mln km², z 14 mln mieszkańcami. Do utworzenia konsulatu w Vancouver w 1992 okręg konsularny obejmował także Albertę, Jukon, Kolumbię Brytyjską oraz Terytoria Północno-Zachodnie.
Liczbę tamtejszej Polonii w 2017 szacowano na ponad 600 tys., tj. 62% z całej Kanady. Samo Toronto jest największym miastem i najważniejszym centrum Kanady pod względem gospodarczym, naukowym i kulturalnym.

## Kierownicy Konsulatu
- 1944–1945 – Karol Herse
- 1976–1981 – Tadeusz Janicki
- 1981–1985 – Bogdan Marczewski
- 1986–1990 – Jerzy Pałasz
- 1990–1994 – Andrzej Brzozowski
- 1994–1999 – Wojciech Tyciński
- 1999–2004 – Jacek Junosza Kisielewski
- 2004–2008 – Piotr Konowrocki
- 2008–2012 – Marek Ciesielczuk
- 2012–2017 – Grzegorz Morawski
- 2017–2021 – Krzysztof Grzelczyk
- 2021–2024 – Magdalena Pszczółkowska
- od 2025 – Marek Ciesielczuk

## Struktura konsulatu
- Referat do spraw Ruchu Osobowego
- Referat do spraw Prawnych i Pomocy Konsularnej
- Referat do spraw Polonii, Ekonomicznych, Komunikacji i Dyplomacji Publicznej
- Referat Administracyjno-Finansowy